# Артур Мекен
Артур Мекен, або Артур Мейкен (англ. Arthur Machen, нар. 3 лютого 1863, Керліон — пом. 15 грудня 1947, Біконсфілд) — валлійський письменник і містик 1890-х і початку 20 століття. Найбільш відомий своєю творчістю в жанрах надприродного, фантастичного і жахіття. Його повість «Великий бог Пан» (The Great God Pan, 1890; 1894) здобула репутацію класики жанру жахів (Стівен Кінґ назвав її «Мабуть, найкращою англомовною історією жахів»). Відомий також завдяки своїй ключовій ролі у створенні легенди Ангелів Монсу (популярна в Британії легенда про ангелів, що обороняли британських солдатів у битві під Монсом під час Першої світової війни).

## Біографія
Англійський автор оповідань та романів з життя валлійців, національний письменник Уельса – справжнє ім'я Артур Левелін Джоунз (Arthur Llewellyn Jones). Він відомий своїми творами про надприродне та розповіді жахів, а також є творцем популярної легенди часів Першої світової війни про Ангелів Монса. Народився у місті Карліон-на-Аску (Caerleon-on-Usk) графства Гвент, Південний Уельс - тому самому Карліоні, що виник на місці легендарного Камелота короля Артура - у сім'ї англійського священика крихітної церковці Джона Едварда Джонса (John Edward Jones). У 1874-1880 роках навчався у Херефордській Кафедральній школі (Hereford Cathedral School), де здобув чудову класичну освіту. Щоправда, через півроку після вступу до школи батькам вже нема чим платити за освіту, і тоді батько робить незвичайний вчинок – змінює своє прізвище на Мейкен, так само як і у бабусі Артура по материнській лінії. Розчулена родичка погоджується платити за онука, але через шість років бунтівний юнак все-таки кидає цей навчальний заклад. Восени 1880 року у Лондоні він намагається продовжити навчання на хірургічному відділенні Королівського медичного коледжу, але не зміг скласти вступних іспитів, оскільки паралельно з цим писав свій перший поетичний твір. Велику поему «Елевсінія» Артур Мейкен опублікував у 1881 році за власний рахунок у кількості 100 екземплярів, проте незабаром, розчарувавшись у ній, знищив весь тираж, залишивши лише дві копії. Щоб якось прожити в Лондоні, молодий Мейкен влаштовується репетитором і винаймає житло на Кларендон-роуд, попутно не кидаючи займатися літературою. В 1883 він пише філософський трактат «Анатомія тютюну» (The Anatomy of Tobacco) і знайомиться з книготорговцем і видавцем Джорджем Редуеєм (George Redway). Той пропонує юнакові перекласти англійською мовою «Гептамерон» Маргарити Наваррської і після цього видавець ще багато років забезпечує Мейкена роботою перекладача. Він перекладає «Мемуари Жака Казанови» і «Фантастичні історії або Шлях до досягнення» де Вервіля, складає каталоги рідкісних рукописів, забезпечуючи їх захоплюючими передмовами, які пізніше стануть прекрасними оповіданнями. У 1884-1888 рр. Артур Мейкен працює в різних видавництвах не тільки як перекладач, а й рецензентом, редактором та каталогізатором. У 1887 році відбулися дві знаменні події в житті літератора-початківця. 31 серпня він одружується з викладачкою музики та пристрасною любителькою театру Амелією Хогг (Amy Hogg), а через місяць помирає його батько, залишивши сину спадщину, завдяки якому письменникові вдається залишатися економічно незалежним протягом наступних чотирнадцяти років. Артур Мейкен публікує «Хроніки Клеменді» (1888), продовжує писати повісті та оповідання. Так, наприклад, в 1890 він пише повість «Великий бог Пан», починає писати «роман в оповіданнях» «Три самозванці», і тоді ж випадково знайомиться з Оскаром Уайльдом, стає вхожий в його коло знайомств, напрацьовує собі літературну репутацію. Видає збірку «Великий бог Пан» (1894), яка є окремою книгою з обкладинкою роботи Обрі Бердслі, а необхідність заробляти на життя літературною працею призводить до того, що Мейкену доводиться повертатися до власних сюжетів. Йдеться про роман «Три самозванці» (писався у 1890-1894 рр., опублікований у 1895-му), назва якого натякає на однойменний середньовічний трактат, який стверджував, що Мойсей, Христос і Магомет принесли світові більше горя, ніж щастя. Роман є зв'язком різноманітних історій, об'єднаних зв'язуючим їх сюжетом, у якому читачеві пропонується історія про пошук дуже рідкісної золотої монети, що збереглася в єдиному екземплярі. І на шляху до цього читачеві пропонується поринути в сюжетну канву кількох моторошно-містичних історій, заплутаними стежками, що призводять читача до трагічного фіналу роману. Окультизм, чорна магія, алхімія, стародавні легенди, теологічні та філософські трактати – все це незбагненним чином перемішалося у складній натурі Артура Мейкена. Після смерті від раку в 1899 його дружини, Мейкен деякий час був трохи не в собі, щодня в повному мовчанні, на кшталт героїв власних книг, блукаючи по вулицях Лондона, і не дивно, що він виявився готовим для вступу 21 листопада 1899 в члени «Храму Ізіди-Уранії Герметичного ордену Золотої Зорі» (Golden Dawn), куди вже входили Елджернон Блеквуд, Чарльз Вільямс, Алістер Кроулі та Брем Стокер. Це таємне товариство мало великий вплив на широке коло інтелектуалів початку ХХ століття. Але через п'ять років, після розколу Ордену, в 1904 він переходить у «Незалежний і Очищений Орден R.R. et A.C.» Артура Едварда Уайта, у листі до якого зауважує: «Тепер я не відчуваю жодної потягу до місяців і шабашів, я повертаюся до первісного християнства».
У 1903 році Мейкен знову одружився – з молодою дівчиною богемних схильностей Дороті Пьюфі Гадлстоун, яка приїхала до Лондона вчитися співу. Щасливо живучи з нею, письменник на якийсь час відійшов від літератури, занурившись у світ театральних вистав. Артур Мейкен деякий час працював помічником редактора та оглядача в «Літературному журналі» (1898-1899) та «Академічному журналі» (1907-1908), актором у «Шекспірівській трупі» та інших театрах (1901-1909), як репортер «І ньюс»(1910-1921), але все ж його найбільше приваблює література і дослідження рідкісних книг і легенд. Про одне з таких захоплень Мейкен пише у передмові до роману «Таємна слава»: «Мене глибоко зацікавила чудова легенда про Святий Грааль. Мої студії призвели до того, що я виявив зв'язок між легендою та зниклою Кельтською церквою, що існувала у Британії у V–VI ст. нашої ери; я пустився в незвичайну і привабливу подорож туманними і невиразними областями історії християнства...» Результатом цих досліджень стало написання цілого циклу творів, пов'язаних історією про Святого Граалю і одним героєм – Амброзом Мейріком, який є нащадком кельтського роду і хранителем артефакту Уельсу. Повість "Велике повернення" (1915), роман "Таємна слава" (1924), ряд оповідань, написаних близько 1923 - "Приховане диво", "In convertendo" та ін. Артур Мейкен, з його незвичайними літературними творами, пересипаними історичними натяками та символікою легенд, поступово став літературною знаменитістю. З-під його пера виходять романи (теологічна книга «Доктор Хіггінс», 1906, містичний «Холм мрій», 1907), повісті та оповідання, у 1908-1910 рр. він також публікує серію статей для "TPS Weekly", надалі опублікованих у збірнику "Намітки та начерки" (1926). Потім він стає співробітником журналу «London Evening News», в якому після початку Першої світової війни почав публікувати військові нотатки та містичні розповіді військової тематики, як наприклад «Bowmen», в якому йдеться про небесних лучників, що з'явилися в небі під час битви при Азенкурі та своїми стрілами вразили німецькі позиції. У 1919 році його звільняють із «London Evening News» за чорний жарт з опублікування некрологу ще живому редактору цього журналу лорду Альфреду Дугласу (Lord Alfred Douglas). Він кілька років зовсім нічого не публікує і видання його наступних книг уже не викликають тієї зацікавленості, як раніше. Цікаво, що тим часом його творчістю раптом зацікавилися за океаном; у США виходять кілька книжок фантастичних творів Артура Мейкена. Було перевидано майже всю його літературну спадщину, у Лондоні вийшло його 9-томне зібрання творів, але ці публікації не принесли йому великих грошей, оскільки задовго до цього він продав права на свої твори. З 1919 по 1927 рік Артур Мейкен живе в районі Сент-Джонс-Вуд у Лондоні і продовжує писати свої дивні твори. Потім протягом двох років, практично всіма забутий, він веде злиденне існування у будинку №28 по Лоудон-роуд, поки 1928-го не отримує трирічну фінансову підтримку від Роберта Хіллера. Після цього Мейкен із сім'єю перебирається до м. Оул-Емерсхем (гр. Бакінгемшир), де проводить залишок свого життя, живучи на громадянську пенсію від короля Георга V у розмірі 100 фунтів стерлінгів щорічно (з 1938 року вона збільшена до 140 фунтів). 
Він був двічі одружений і двічі пережив дружин: з Амелією Фогг він прожив 12 років, аж до її смерті в 1899 р., а з другою дружиною – 44 роки. Його одруження з Дороті Пьюфі Гадлстоун відбулося 25 червня 1903 року, але лише 1912-го у них народилася перша дитина – син Гіларі. Дороті померла 1947 року, за 9 місяців до смерті самого Артура Мейкена. Англійський письменник помер 15 грудня 1947 р. в Оул-Емерсхем.

## Переклади українською
- Артур Мекен. Зібрання творів. Пер. з англ. Марти Сахно. — Київ: видавництво Жупанського, 2021. — 416 с. ISBN 978-617-7585-37-3

До зібрання творів увійшли:
- Великий бог Пан (1894)
- Сокровенне світло (1894)
- Осяйна піраміда (1895)
- Три самозванці (1895)
- Червона рука (1895)
- Білий народ (1899)
- Уривок життя (1904)